# Orzyny
Orzyny (auch: Orżyny, deutsch Erben) ist ein Dorf in der polnischen Woiwodschaft Ermland-Masuren. Es gehört zur Gmina Dźwierzuty (Landgemeinde Mensguth) im Powiat Szczycieński (Kreis Ortelsburg).

## Geographische Lage
Orzyny liegt am Südende des Erbener Sees (polnisch Jezioro Arwiny) und im Nordosten des Großen Lensksees (polnisch Jezioro Łęsk) in der südlichen Mitte der Woiwodschaft Ermland-Masuren, 14 Kilometer nördlich der Kreisstadt Szczytno (deutsch Ortelsburg).

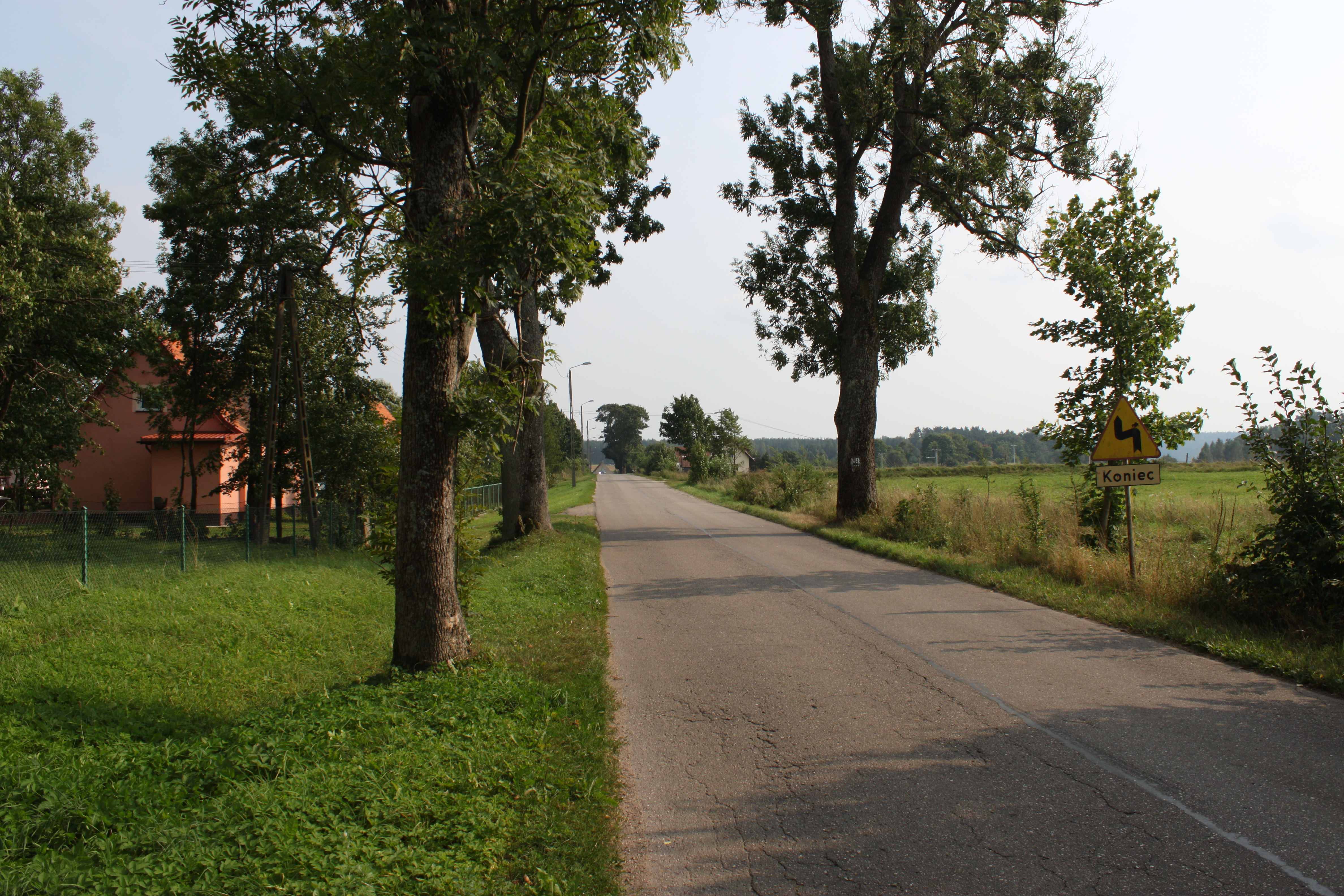
Dorfstraße in Orzyny

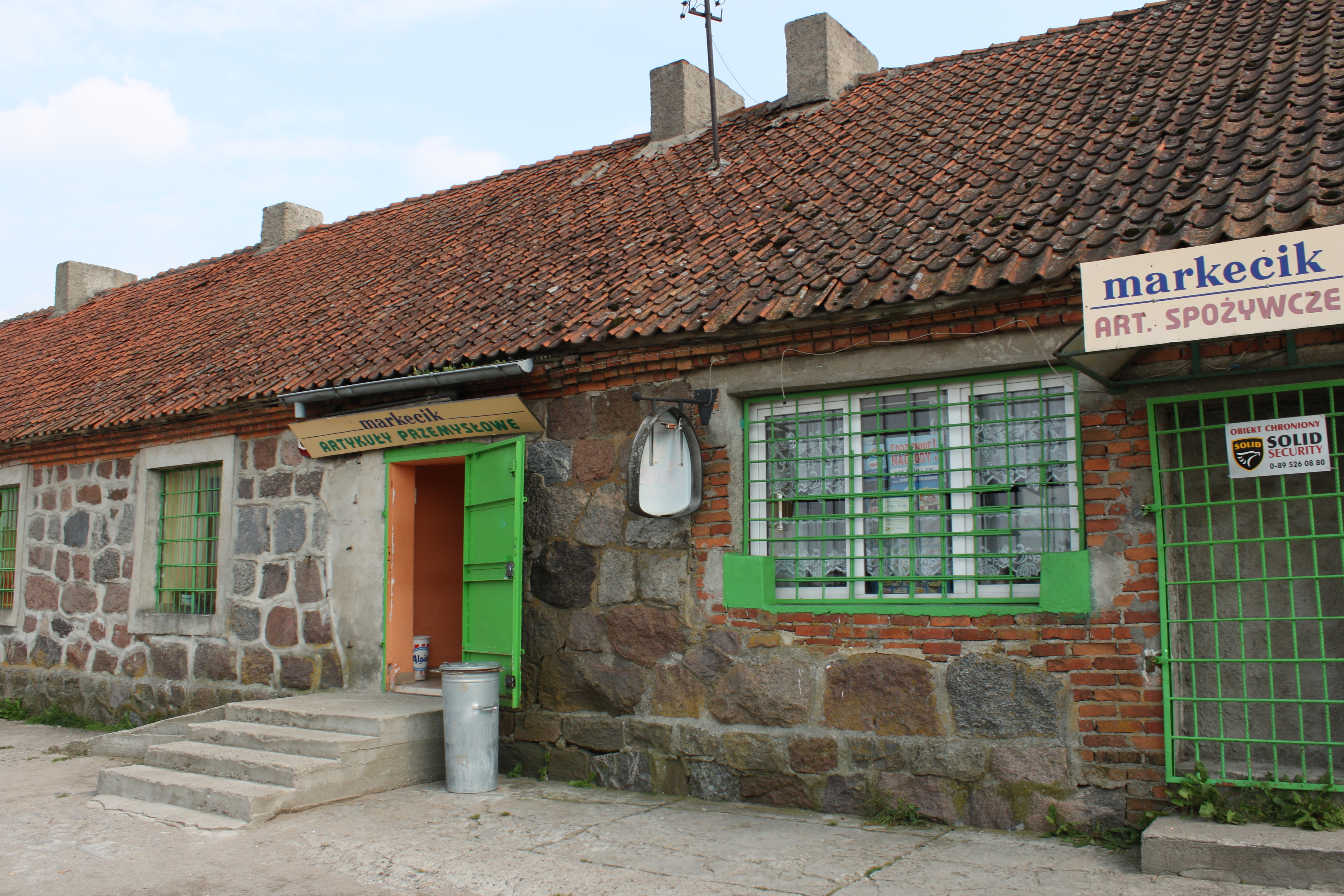
Ladengeschäfte

## Geschichte

### Ortsname
„Orzyny“ ist der offizielle polnische Name des Dorfes. Umgangssprachlich allerdings ist die Bezeichnung „Orżyny“ gebräuchlich, sie steht auch auf dem Ortsschild an der Straße sowie auf mehreren neu herausgegebenen Karten und Bekanntmachungen. Auch ist sie in amtlichen Urkunden und auf Personalausweisen zu finden.

### Ortsgeschichte
Das Gut Erben gehörte zu den Rittergütern, die der Hochmeister des Deutschen Ordens, Heinrich Reuß von Plauen, den Gebrüdern Küchmeister von Sternberg am 12. März 1468 verschrieb. Im 19. Jahrhundert wurden auf den adligen Ländereien des Gutes drei Vorwerke gegründet: Annaberg (polnisch Zagórzany) am 23. Dezember 1841, Antonienhof sowie Hermannshof (polnisch Rogowo) am 9. Mai 1853. Alle drei Orte sind nicht mehr existent.
Am 16. Juli 1874 wurde Erben Amtsdorf und damit namensgebend für einen Amtsbezirk, der bis 1945 bestand und zum Kreis Ortelsburg im Regierungsbezirk Königsberg (ab 1905: Regierungsbezirk Allenstein) in der preußischen Provinz Ostpreußen gehörte. Dem Amtsbezirk Erben waren lediglich zwei Kommunen zugeordnet: der Gutsbezirk Erben und die gleichnamige Landgemeinde. Im Jahre 1910 zählte der Gutsbezirk 161 Einwohner, die Landgemeinde 225. Der Gutsbezirk umfasste 1001,9 Hektar, das Dorf lediglich 226 Hektar. Aufgrund der Bestimmungen des Versailler Vertrags stimmte die Bevölkerung im Abstimmungsgebiet Allenstein, zu dem Erben gehörte, am 11. Juli 1920 über die weitere staatliche Zugehörigkeit zu Ostpreußen (und damit zu Deutschland) oder den Anschluss an Polen ab. In Dorf und Gut Erben stimmten 300 Einwohner für den Verbleib bei Ostpreußen, auf Polen entfielen keine Stimmen.
Im Rahmen der Auflösung aller Gutsbezirke wurden der Gutsbezirk Erben mit der Landgemeinde am 30. September 1928 zur neuen Landgemeinde Erben vereinigt. Die Einwohnerzahl belief sich 1933 auf 587 und 1939 auf 604.
Erben kam 1945 in Kriegsfolge mit dem gesamten südlichen Ostpreußen zu Polen und erhielt die polnische Namensform „Orzyny“. Es ist heute Sitz eines Schulzenamtes (polnisch Sołectwo) und somit eine Ortschaft im Verbund der Landgemeinde Dźwierzuty (Mensguth) im Powiat Szczycieński (Kreis Ortelsburg), bis 1998 der Woiwodschaft Olsztyn, seither der Woiwodschaft Ermland-Masuren zugehörig. Im Jahre 2011 zählte Orzyny 325 Einwohner.

## Gut Erben

### Gutsbesitz
Das 1468 verschriebene Rittergut wurde 1717 geteilt und kam an Hans Wilhelm Küchmeister von Sternberg, an die Erben des Siegmund Küchmeister sowie an Christoph von Berkhahn. Um 1780 war das Gut im Eigentum der Familie von Rosenberg, um 1800 im Besitz derer von Lenski. Seit 1900 waren Freiherr von Paleske und Gräfin von Mirbach aus Sorquitten (polnisch Sorkwity) Eigentümer des Guts. Im Herbst 1912 kaufte es Fritz Wilke aus dem pommerschen Stolp (polnisch Słupsk), und Weihnachten 1917 übernahm den Besitz Rudolf Wilke. Im Frühjahr 1930 kaufte die Ostpreußische Bau- und Siedlungsgesellschaft Königsberg i. Pr. Teile des Guts für Siedlungszwecke.

### Gutshaus
Zu Beginn des 20. Jahrhunderts wurde das heute noch erhaltene Gutshaus erbaut. Es handelt sich um ein zweistöckiges Gebäude mit einer Terrasse und einer großen Halle. Fragmente des einstigen Gutsparks sind noch erkennbar.

## Kirche

### Evangelisch
Bis 1945 war Erben in die evangelische Kirche Rheinswein (polnisch Rańsk) in der Kirchenprovinz Ostpreußen der Kirche der Altpreußischen Union eingepfarrt. Dieses Gotteshaus – heute Filialkirche der Pfarrei Szczytno (Ortelsburg) in der Diözese Masuren der Evangelisch-Augsburgischen Kirche in Polen – ist weiterhin die Kirche der evangelischen Einwohner Orzynys und seiner Umgebung.

### Römisch-Katholisch
Vor 1945 gehörten die römisch-katholischen Kirchenglieder in Erben zum Kirchspiel Mensguth (polnisch Dźwierzuty) im damaligen Bistum Ermland. Heute ist die nächstgelegene katholische Kirche die Pfarrkirche in Targowo (Theerwisch) im jetzigen Erzbistum Ermland.

## Schule

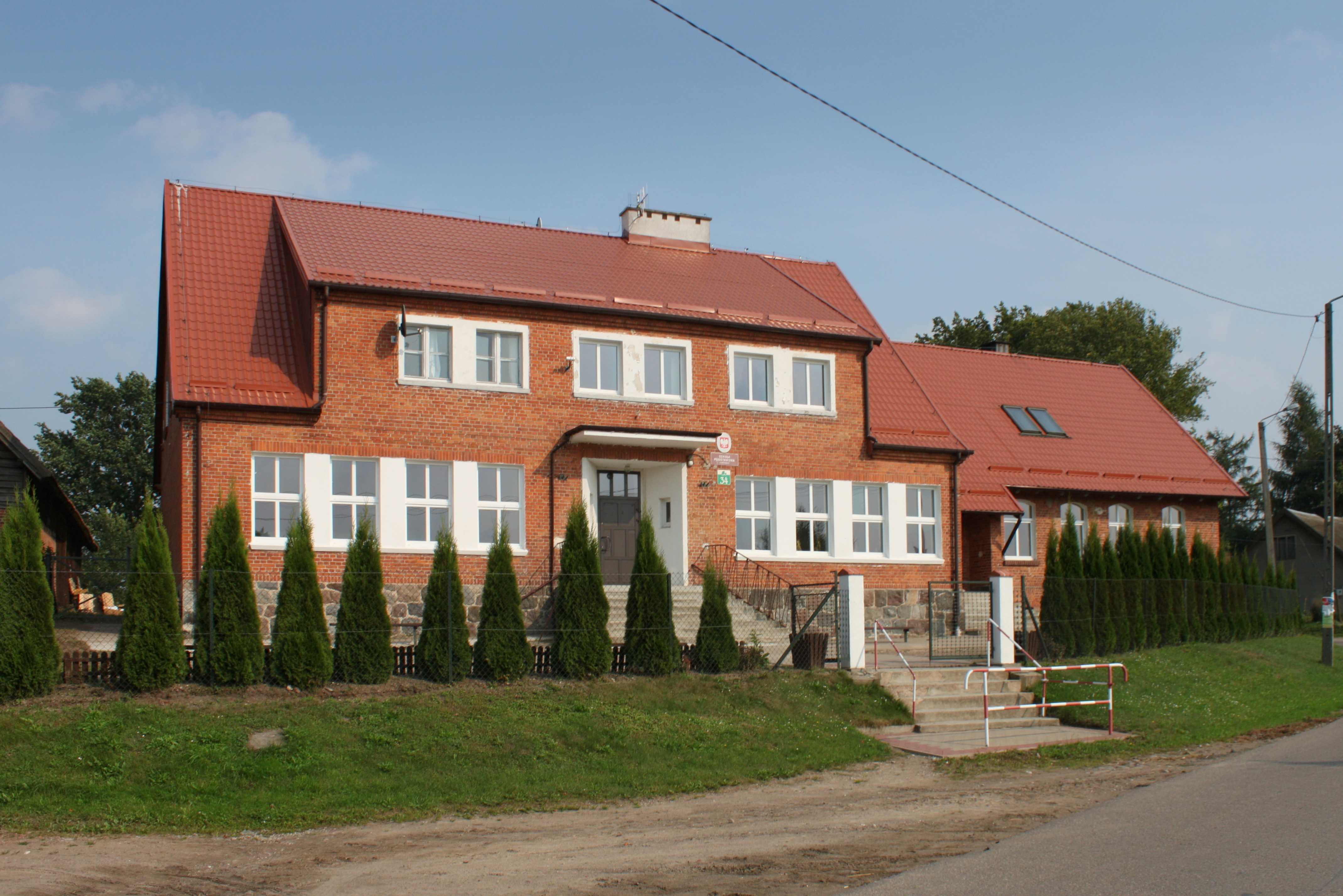
Die Schule in Orzyny

Die in der Zeit Friedrichs des Großen gegründete Schule erhielt 1922/23 einen modernen Neubau aus rotem Backstein. Sie war einstöckig, es schloss sich dann aber noch ein mehrstöckiges Gebäude aus den 1930er Jahren an. 1939 hatte die Schule drei Klassen.

## Verkehr
Orzyny liegt verkehrsgünstig an der Woiwodschaftsstraße 600, die die Regionen Mrągowo (Sensburg) und Szczytno (Ortelsburg) verbindet. Außerdem sorgen Nebenstraßen für Anschluss an die Landesstraße 57  bei Dźwierzuty (Mensguth) bzw. an die Landesstraße 58 bei Marksewo (Marxöwen, 1938 bis 1945 Markshöfen)

## Persönlichkeiten
- Gerhard Rostin (1928–1991), deutscher Herausgeber, Lektor und Kulturredakteur, in Erben geboren